# Zniut

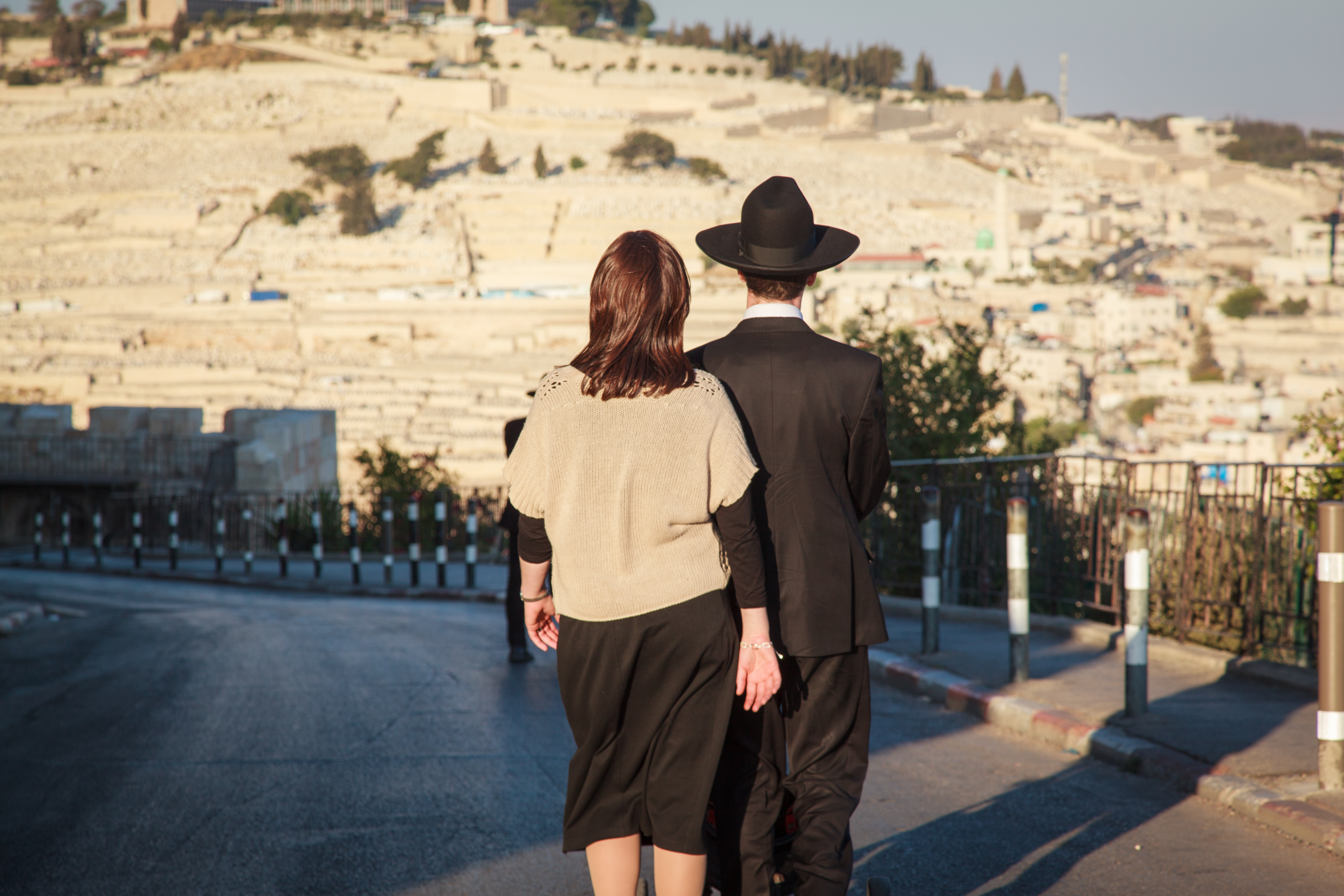
Ultra-orthodoxes Ehepaar in Jerusalem, Frau mit Sheitel und Rock, Mann mit europäischem Hut und Anzug

Der Begriff Zniʿut (צְנִיעוּת Znīʿūt) ist hebräisch und bedeutet auf Deutsch Sittsamkeit oder Bescheidenheit.
Man bezeichnet damit die Grenzen, wie sich religiöse Juden in der Öffentlichkeit anziehen und verhalten sollen, also eine Art Verhaltenskodex. So soll zum Beispiel eine Frau in der Öffentlichkeit keinen Minirock oder ärmellose Shirts tragen, da dies unter Umständen eine störende erotische Ausstrahlung haben kann. Auch die Umgangsformen einer Person spielen eine sehr wichtige Rolle.

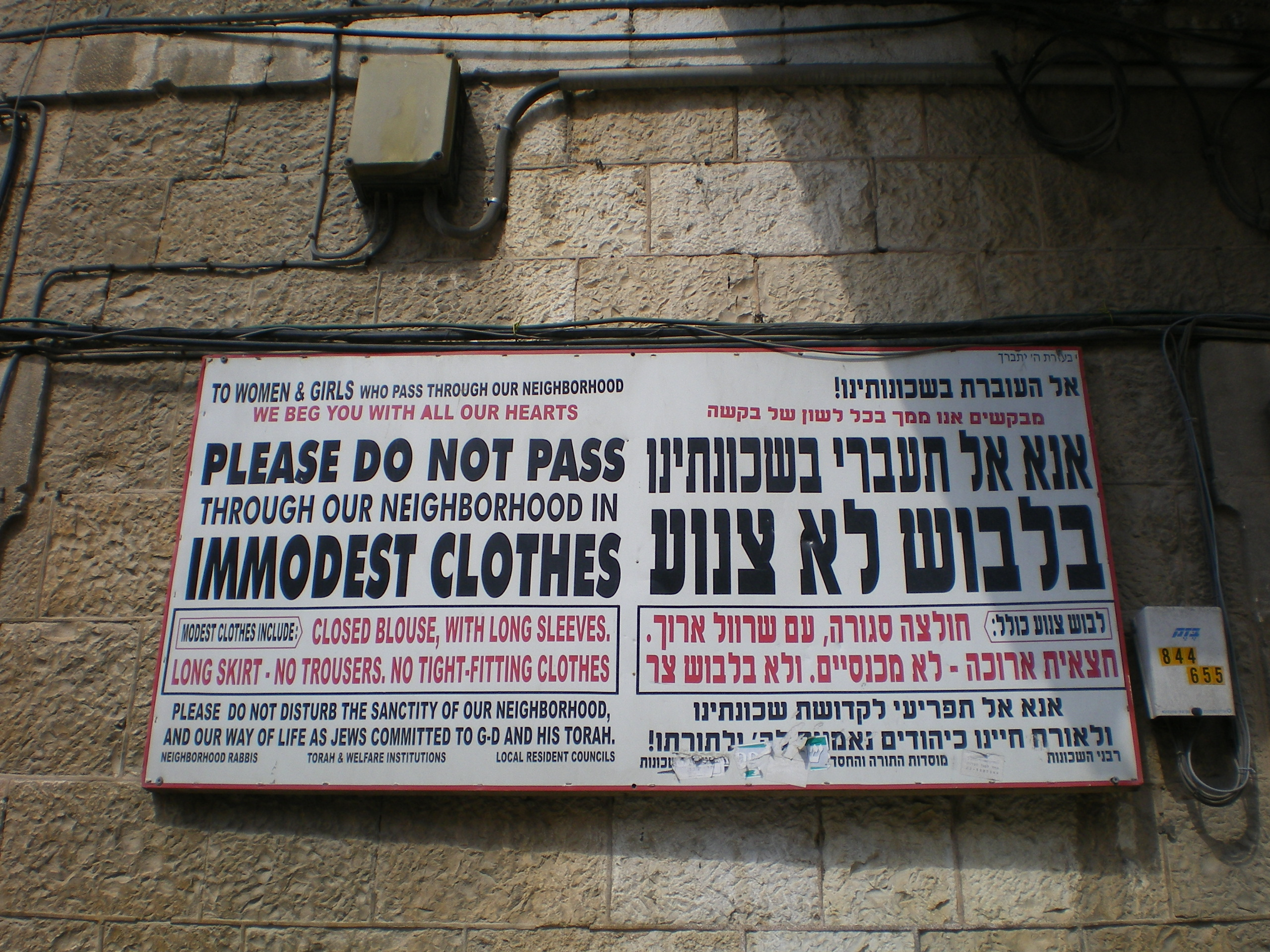
Kleiderregeln für Besucher des charedischen Jerusalemer Viertels Meʾa Scheʿarim

## Zniut in Bezug auf Kleidung
Für orthodoxe Juden wird Zniʾut im Alltag dadurch konkret, dass Männer wie Frauen den Körper weitgehend bedecken, d. h., auch bei sommerlich warmem Wetter werden Hemden und Blusen mit langen Ärmeln getragen. Röcke bedecken grundsätzlich die Knie; Männer tragen lange Hosen. Die Körperformen sollen nicht betont werden; für orthodoxe Jüdinnen gibt es daher Alternativen zur üblichen Bademode, vergleichbar dem Burkini.

### Kopfbedeckung
Verheiratete orthodoxe jüdische Frauen bedecken nach diesem Konzept ihr Haar. 
„Rav Moshe Feinstein (1895–1986) ist nach intensiver Recherche zu der Schlussfolgerung gelangt, dass es Frauen erlaubt ist, ihr Haar an der Stirn zwei Daumen breit zu zeigen. Der Sohar jedoch, das Hauptwerk der Kabbala, besteht darauf, dass die Frau ihr ganzes Haar ohne Ausnahme bedecken muss.“
Das kann auf unterschiedliche Weise geschehen: z. B. durch eine Haube, eine Mütze, einen Hut, einen Schal oder ein Kopftuch (genannt „Tichel“ oder „Mitpachat“).
Als Perücken in Europa erstmals Mode wurden, griffen einige liberalere jüdische Frauen diese Mode begeistert auf. Es entstand eine rabbinische Diskussion zum Thema. Rav Joschua Boʿaz ben Simon Baruch erlaubte die Perücken, und seine Entscheidung wurde in den Schulchan Aruch aufgenommen. Viele orthodoxe Juden lehnen die moderne Perücken-Mode allerdings ab. Eine aus religiösen Gründen getragene Perücke wird mit dem jiddischen Begriff Sheitel (שייטל) bezeichnet. Da eine moderne hochwertige Perücke vom natürlichen Haar kaum zu unterscheiden ist, sehen viele orthodoxe Rabbiner den Gedanken der Zniut hier nicht verwirklicht. Dagegen schreibt die Chabad-Bewegung vor, im Alltag durchgängig Perücken zu tragen, was hohe Anforderungen an die Qualität und den Preis der Perücken stellt. Da eine Perücke nur begrenzt neu frisiert werden kann, haben sich einige Hersteller speziell auf diese modernen Bedürfnisse eingestellt.
Orthodoxe jüdische Männer tragen als Kopfbedeckung die Kippa, ultra-orthodoxe Männer über der Kippa noch einen Hut (in verschiedener Ausführung).

## Trennung von Männer- und Frauenbereichen
Orthodoxe Männer und Frauen bleiben, falls sie keine Familienangehörigen sind, weitgehend unter sich und vermeiden, wenn möglich, Situationen, die eine Person in näheren Kontakt mit Personen des je anderen Geschlechts bringen.
In orthodoxen und konservativen Synagogen sitzen Frauen und Männer nicht beieinander (auch nicht als Familien). Die Westmauer des Jerusalemer Tempels (so genannte „Klagemauer“) gilt ebenfalls als Synagoge.
Weiterhin wird unter dem Begriff „Stimme der Frau“ (קול אישה qōl īschah) diskutiert: die Regel, dass die Stimme einer Frau in der Öffentlichkeit nicht laut zu hören sein soll – insbesondere nicht in einer Synagoge. Das setzt der aktiven Teilnahme von Frauen am Gottesdienst in orthodoxen Gemeinden traditionell Grenzen. Die Women of the Wall setzen sich über diese Konventionen bewusst hinweg bzw. interpretieren die zugrunde liegenden halachischen Texte auf ihre Weise. Dadurch können sich Personen, Männer wie Frauen, die das Konzept der Zniʿut für sich als bindend erachten, provoziert fühlen.